# Kavak, Meram
Kavak là một thị trấn thuộc quận Meram, tỉnh Konya, Thổ Nhĩ Kỳ. Dân số thời điểm năm 2011 là 976 người.